# Rio Cârţibaşu Mare
O Rio Cârţibaşu Mare é um rio da Romênia, afluente do Rio Someşul Mare, localizado no distrito de Bistriţa-Năsăud.